# Сноу-Шу (Пенсільванія)
Сноу-Шу (англ. Snow Shoe) — місто (англ. borough) в США, в окрузі Сентр штату Пенсільванія. Населення — 670 осіб (2020).

## Географія
Сноу-Шу розташований за координатами 41°1′39″ пн. ш. 77°57′0″ зх. д. / 41.02750° пн. ш. 77.95000° зх. д. (41.027565, -77.949900).  За даними Бюро перепису населення США в 2010 році місто мало площу 1,53 км², уся площа — суходіл.

## Демографія
Згідно з переписом 2010 року, у селищі мешкало 765 осіб у 290 домогосподарствах у складі 216 родин. Густота населення становила 501 особа/км².  Було 333 помешкання (218/км²).
Расовий склад населення:
| - 99,6 % — білих - 0,1 % — азіатів |

До двох чи більше рас належало 0,3 %. Частка іспаномовних становила 0,1 % від усіх жителів.
За віковим діапазоном населення розподілялося таким чином: 24,6 % — особи молодші 18 років, 60,1 % — особи у віці 18—64 років, 15,3 % — особи у віці 65 років та старші. Медіана віку мешканця становила 40,4 року. На 100 осіб жіночої статі у селищі припадало 98,2 чоловіків;  на 100 жінок у віці від 18 років та старших — 101,0 чоловіків також старших 18 років.
Середній дохід на одне домашнє господарство  становив 62 106 доларів США (медіана — 54 479), а середній дохід на одну сім'ю — 68 903 долари (медіана — 64 688). Медіана доходів становила 44 118 доларів для чоловіків та 34 018 доларів для жінок. За межею бідності перебувало 14,0 % осіб, у тому числі 23,0 % дітей у віці до 18 років та 9,8 % осіб у віці 65 років та старших.
Цивільне працевлаштоване населення становило 421 особа. Основні галузі зайнятості: освіта, охорона здоров'я та соціальна допомога — 25,9 %, виробництво — 14,7 %, науковці, спеціалісти, менеджери — 9,7 %, роздрібна торгівля — 9,5 %.